# Savudlægger
En savudlægger er en redskab til savudlægning, det vil sige til bøjning af takkerne på en sav så savsporet bliver bredere.
Værktøjet er gerne udformet som en tang med justeringsskruer der bestemmer hvor meget tangen klemmer sammen og hvor langt ind savtakken kan gå ind i tangen.